# بيرافايتا (برشلونة)
بلدية بيرافيتا (بالكاتالانية: Perafita) هي إحدى بلديات مقاطعة برشلونة، والتي تقع في منطقة كاتالونيا، شرق إسبانيا.
يبلغ عدد سكانها 394 نسمة وفقاً لإحصائية سنة (2007).